# Giuseppe Furlanis
Giuseppe Furlanis (Cernobbio, 21 maggio 1953) è un architetto e designer italiano.

## Biografia
Nato a Cernobbio (CO) il 21 maggio 1953, si è laureato in Architettura al Politecnico di Milano. Dal 2008 al 2013 è stato presidente del Consiglio Nazionale dell'Alta Formazione Artistica (CNAM) - Ministero dell'università e della ricerca. Dal 1985 collabora con il Ministero degli Affari Esteri in progetti di cooperazione allo sviluppo. Dal 1989 al 2019 è stato direttore dell'ISIA di Firenze dove ha insegnato Basic design e Pedagogia e didattica del design. Ha presieduto numerose istituzioni, commissioni e tavoli tecnici del Ministero dell’Università e della Ricerca, tra cui: il Tavolo Nazionale del design; il Comitato Scientifico di Verona Academy – Polo Nazionale del Teatro Musicale per l’Opera Lirica; l’Accademia Nazionale di Danza e il Nucleo di valutazione della stessa Accademia. È stato Assessore alla cultura del Comune di Volterra. Nel 1992 ha ricevuto dal Presidente Oscar Luigi Scalfaro l'onorificenza di Cavaliere della Repubblica.

## Attività professionale
(G.F. da Per un design solidale e sostenibile - Less is Next)
Maturata la consapevolezza che la "questione ambientale" richieda una crescente attenzione nelle politiche di sviluppo economico, nella seconda metà degli anni settanta Furlanis abbandona progressivamente la professione di designer a favore di un'attività di consulenza per industrie, centri di ricerca ed enti locali, in cui cerca di rendere compatibile l'innovazione dei prodotti e dei processi industriali con la tutela dell'ambiente e delle risorse naturali. Nel 1985 inizia la sua attività come "esperto" di progettazione industriale per il Ministero degli Affari Esteri interessandosi principalmente di progetti di Cooperazione allo sviluppo.
Intensa la sua attività a sostegno dell'artigianato tradizionale riconoscendo in esso un prezioso ruolo per la valorizzazione delle identità culturali dei "luoghi" e per favorire lo sviluppo dei “Distretti industriali” (sistemi territoriali di piccole e medie imprese – Giacomo Becattini). In tale ambito ha collaborato con diverse associazioni ed enti tra cui: Qualità Cantù, Artex, Centro Sperimentale di Poggibonsi, CNA e Confartigianato, e, da diversi anni, con la Regione Toscana in progetti orientati all’innovazione dei processi produttivi con attenzione agli aspetti ecologici (Rete Regionale dell’Innovazione Tecnologica; Rete Regionale dell’Innovazione Formale). Particolarmente interessato ai temi della cooperazione internazionale ha coordinato, come responsabile scientifico, più "progetti comunitari" finalizzati allo sviluppo economico dei paesi del Mediterraneo. Nell’ambito specifico del design, oltre a curare numerose iniziative, mostre e pubblicazioni, ha presieduto il Tavolo Nazionale del Design istituito dal Ministero dell’Università e della ricerca (MUR). È stato coordinatore del Tavolo del Restauro dell’Alta Formazione Artistica e Musicale (AFAM), rimanendo all’interno dello stesso Tavolo tecnico negli anni successivi come esperto del Ministero (MUR). Ha inoltre fatto parte del tavolo nazionale della moda attivato dal MISE e, nello specifico, della commissione per la formazione nel settore moda istituita dallo stesso Ministero nel 2017. Nel 2019 ha fatto parte del tavolo nazionale della moda istituito dal Ministero della cultura. Componente di numerosi comitati scientifici tra cui Centro Analisi Sociale di Roma; Verona Academy- Polo Nazionale del Teatro Musicale per l’Opera Lirica (Presidente); ARTEX-Firenze; Museo Plart- Napoli; rivista di disegno industriale DiiD, trimestrale di formazione e ricerca in “Design & Technology (segnalazione Compasso d’oro); Rivista d’arte – linguaggi contemporanei ZEUSI-Napoli. Dal 2008 al 2011 redattore della rivista HiArt ed. Gangemi, promossa dalla Direzione Generale dell’Alta Formazione Artistica (MIUR). Socio onorario della Società Italiana del design (SID). Inoltre ha fatto parte dei Comitati scientifici: della Fondazione “Casaperlarte” di Cantù; di “Volterra 22”, Progetto della Regione Toscana per “Le città della cultura”, e del Comitato scientifico dell’ISIA di Firenze.
Intensa la sua attività in ambito artistico attraverso l’organizzazione di numerose iniziative, mostre, convegni, concerti; con la cura di cataloghi, articoli, e la partecipazione a numerosi convegni..

## Attività didattica
(G.F. da Per un'epistemologia dell'esperienza estetica - Catalogo Premio Nazionale delle Arti 2011)
Ritenendo la formazione la più importante risorsa che il paese possiede per uno sviluppo rispettoso dei bisogni sociali e per la tutela dell'ambiente e delle risorse naturali, Furlanis affianca alle attività di consulenza industriale un costante impegno nella formazione, tenendo corsi in scuole e università in diversi paesi. Inizia l’attività di insegnamento nel 1974 all’Istituto d’Arte di Cantù.
Interessato all’educazione alla visione collabora in più iniziative con Attilio Marcolli, Bruno Munari e, soprattutto, con Paolo Minoli con il quale sviluppa ricerche sul colore e sulle sue applicazioni nei settori della grafica, del design, dell’architettura. Dal 1985 al 1990, all'interno di programmi di cooperazione internazionale del Ministero degli Affari Esteri Italiano è coordinatore scientifico del Art and Design Centre di Malta e del Centro di Disegno Industriale di Montevideo. Dal 1990 al 2019 è direttore dell'ISIA di Firenze. Nel 2007 è nominato presidente del Consiglio Nazionale dell'Alta Formazione Artistica del Ministero dell'università e della ricerca e componente della Commissione CUN/CNAM dello stesso Ministero. Ha collaborato con il Ministero dell'Istruzione, con IRSAE e IRRE in attività di formazione per insegnanti di scuole di diverso ordine e grado. Nell'ambito del design ha coordinato progetti di aggiornamento per docenti universitari di più paesi: Argentina, Brasile, Cile, Malta, Messico, Paraguay, Uruguay, Giappone. È stato presidente dell’Accademia Nazionale di Danza e del Comitato scientifico di “Verona Academy- Polo Nazionale di specializzazione nel Teatro Musicale per l’Opera Lirica. Dal 2015 al 2021 è stato nominato nella Commissione degli esperti del Ministero dell’Università e della Ricerca per le valutazioni tecniche relative agli ordinamenti didattici e nel 2021 nella Commissione per la valutazione dei progetti di ricerca presentati dalle istituzioni dell’Alta Formazione Artistica e Musicale (AFAM). Nell’ambito della formazione nel settore del design, oltre ad aver diretto l’ISIA di Firenze dal 1990 al 2019, è stato: presidente della Conferenza dei Presidenti e dei Direttori degli ISIA; componente della Giunta dei Presidi delle Facoltà di Design e successivamente della Conferenza Universitaria di Disegno Industriale (CUID). Ha presieduto il Tavolo Nazionale del Design istituito dal Ministero dell’Università e della Ricerca. Ha curato la conferenza nazionale “La didattica del design” e i relativi atti (ed. Gangemi). Iniziativa promossa dal Ministero dell’Università e della Ricerca, dalle Conferenze dei direttori di ISIA e Accademia di Belle Arti, e dalla Conferenza Universitaria di Disegno Industriale (CUID). Firenze, Villa Strozzi, 5/6 dicembre 2016.

## Mostre
Ha curato mostre in Italia e in altri paesi nei settori dell'Arte, del design, dell'architettura; tra queste si ricordano le seguenti iniziative.
- ARCHIVI DEL RAZIONALISMO, Como novembre 1983.
- CONOSCERE IL DESIGN, Cantù settembre 1984, articolato nelle seguenti mostre: PROGETTI DEL DESIGN ITALIANO, novembre 1984; NUOVE TENDENZE NEL DESIGN, gennaio 1985; ACHILLE CASTIGLIONI, febbraio 1985; ENZO MARI, marzo 1985; KARTELL, aprile 1985; ZANOTTA, maggio 1985; ALESSI, giugno 1985.
- DISENO: ESTRATEGIAS DE UN ACUERDO, para una historia del diseno italiano, Montevideo, 1992.
- ITINERAIRES DU DESIGN ITALIEN, Parigi 1993.
- LA VETRINA DI BABELE, Firenze 1996.
- DESIGN: CULTURA E INNOVAZIONE, MART-Museo Archivio del 900, Rovereto, 1995.
- GENIUS LOCI: TENDENZE PER IL 2000, Abitare il tempo, Verona 1996.
- PROGETTI PER IL DUEMILA, Galleria di via Cavour, Artex, Firenze 1997.
- BIENNALE D’ARTE Parco Mediceo di Pratolino, Marzo 2002.
- X-MEDIA, Mandela Forum, Firenze 2002-2003
- CREACTIVITY, Museo Piaggio, Pontedera 2006.
- SPEED Belo Horizonte, Brasile 2006.
- ITALIAN NEW WAVE, “conoscenza, coscienza, con la scienza” Abitare il tempo, Verona 2007.
- IDEA/CREACTIVITY premio Internazionale del design MIUR/AFAM, Museo Piaggio Pontedera, negli anni 2007, 2008, 2009.
- IL MITO DELLA VELOCITÀ’ sezione design, Palazzo delle Esposizioni, Roma 2008.
- PADIGLIONE ACCADEMIE, Iniziativa del Padiglione Italia, Biennale di Venezia, 2011.
- ISIA CONVIVIO DESIGN, Biblioteca Umanistica dell’Incoronata Milano giugno 2015, evento dell’EXPO di Milano.
- LA DIDATTICA DEL DESIGN, 5/6 dicembre 2016 Limonaia di Villa Strozzi, Firenze.
- DIRITTI E DESIGN: TRACCE PER UNA QUALITÀ CIVILE DEL PROGETTO; Sez. Design del Premio Nazionale delle Arti, promosso dalla Direzione generale per lo studente, lo sviluppo e l'internazionalizzazione della formazione superiore – MIUR; Sala d’Arme, Palazzo Vecchio, Firenze settembre, 2018.
- ATTILIO MARCOLLI – LA TEORIA DEL CAMPO, Sala espositiva Liceo Fausto Melotti, Cantù aprile 2023.

## Pubblicazioni
Ha diretto le collane "Design, cultura e progetto", Gangemi editore, e "Didattica e design", Alinea editore. È autore di saggi e di articoli su formazione, arte e design.
- Esperienze di design a Cantù, a cura di Giuseppe Furlanis, Aurelio Porro, Alfio Terraneo Banco Lariano 1986.
- Cultura del progetto e Cultura materiale; un'analisi interpretativa dell'artigianato del mobile a Cantù 1945/1985. in Esperienze di design a Cantù a cura di Giuseppe Furlanis, Aurelio Porro, Alfio Terraneo. Ed. Banco Lariano 1986
- Educacion visual, di Giuseppe Furlanis. Cooperazione italiana MAE. Ed. Centro Analisi Sociale, Roma 1990.
- Per una didattica della complessità, in Design 2000, a cura di Egidio Mucci. Edizione FrancoAngeli, 1994.
- L'arredamento e le sue filosofie, in Il modello italiano: Le forme della creatività, a cura di Omar Calabrese. Ed. SKIRA 1988.
- Innovazione Formale - Progetto di fattibilità della Rete Regionale dell'Innovazione Formale, promosso dalla Regione Toscana. Ed. Logos Design Studio, Firenze 2000.
- L'educazione artistica, in L'arcipelago dei saperi, a cura di Franco Cambi- Ed. Le Monnier, Firenze 2000.
- La formazione artistica come risorsa per lo sviluppo culturale ed economico del Paese, in ArteInformazione: l'identità italiana per l'Europa, a cura di Lidia Branchesi Enrico Crispolti, Marisa Dalai Emiliani. Edizione Meridiana libri, Roma 2000.
- L'arcipelago dei saperi - Area Artistica e tecnica, a cura di Giuseppe Furlanis, Franco Cambi, Franca Gattini, Emilio Broggi, ed. Le Monnier, Firenze 2001.
- Gli ISIA nel nuovo panorama dell'istruzione artistica, in Il Pensiero visivo. Atti del Convegno a cura di Giuseppe Di Napoli, 2002 Ed. ISA Monza-Attilio Negri srl.
- Il Politecnico delle arti. Atti del convegno Una situazione non improbabile - Ipotesi per un Politecnico delle arti, promosso dall'Accademia di Belle Arti di Firenze, 11 dicembre 2003.
- Design e artigianato, In L'arte del fare il fare arte, a cura di Maria Pilar Lebole, Fondazione di Firenze per l'Artigianato Artistico, Edifir Edizioni Firenze, 2004.
- Pour un Manifeste de l'Habitat Méditerranée, in Abitare Mediterraneo-contributi per una definizione, a cura di Giuseppe Furlanis, Giuseppe Lotti, Saverio Mecca. Progetto Interreg Medoc Euromedsys, Regione Toscana 2004.
- Design qualità e valore, Dieci anni di design al servizio della società, a cura di François Burkhardt, Giuseppe Furlanis, Angelo Minisci. Gangemi editore, Roma 2005.
- Design quality & value - Ten years of design for society By François Burkhardt, Giuseppe Furlanis, Angelo Minisci. Prefazione di Omar Calabrese, Gangemi editore, 2005
- L'identità molteplice. Percorsi per una didattica del design, in Design qualità e valore, dieci anni di design al servizio della società, a cura di François Burkhardt, Giuseppe Furlanis, Angelo Minisci. Gangemi editore, Roma 2005.
- Surmodernità, ovvero l'ubiquità della tecnica, in Digital Medina, conversazioni sul progetto 2002-2005 a cura di Mirko Tattarini. Gangemi editore 2005.
- Prefazione a Lezioni di design: note in margine, di Gilberto Corretti, Edizione Alinea, Firenze 2006.
- L'identità di un luogo, in Fiabesque la città delle fiabe, a cura di Massimiliano Pinucci e Enrico Cioccolini, Gangemi editore, Roma 2006.
- Cibo come esperienza estetica, in Scenari di Innovazione, iniziativa promossa dalla Regione Toscana, Ed. Artex Firenze 2007.
- La velocità dello sviluppo economico. Sogni e miti nell'Italia degli anni Cinquanta, in Il mito della velocità: arte, motori e società nell'Italia del '900. Giunti Editore, 2008.
- Il Disegno, Prefazione a Il Dedalo dell'Immagine, il design e il problema della raffigurazione, a cura di Maurizio Comparini, Alinea editrice, Firenze 2008.
- Progetto liquido, in Il Progetto Prina a cura di Max Pinucci MBVision. Editore Alinea, Firenze 2008.
- Per un design solidale e sostenibile, in Less is next. Atti del Convegno promosso da MIUR Firenze 2008. Edizioni La Marina, 2009.
- Ecologia della mente, in Scenari di Innovazione; iniziativa promossa dalla Regione Toscana, 2009 Ed. Artex, Firenze 2010.
- I colpevoli abbandoni verso l'arte, in Ripartiamo da Napoli: Il mestiere dell'artista, fra creatività e colpevoli abbandoni. Atti del Convegno "Ripartiamo da Napoli" Ed. Unione Artisti, Napoli 2011
- Il design o dell'utopia temperante. Intervista a Giuseppe Furlanis di Giuseppe Lotti 2011.
- Il design dell'Utopia temperante, in Interviste sul progetto di Umberto Rovelli ed. Franco Angeli, 2011.
- La formazione artistica come risorsa: per lo sviluppo di una cultura estetica, In Note Musicali, Trimestrale di studi e cultura musicale. Istituto di Studi Musicali Bellini, 2011.
- Prefazione, a Help Design di Claudio Vagnoni, Gangemi editore, Roma 2012.
- Design, una cornice storica, in ifi - cinquant'anni con il nostro territorio. Pazzini editore 2012
- Postfazione, a La formazione del designer in Italia. Una storia lunga più di un secolo di Anty Pansera. Prefazione di Nando Dalla Chiesa. Marsilio edizioni, Venezia 2015.
- Storie di ingegno e di audacia - Una breve storia del volo, in The Making of the seaplane Idintos. Collana didattica del design ISIA di Firenze, 2016.
- La speranza progettuale, in Patrimoni da svelare per le arti del futuro, a cura di Giovanna Cassese, Gangemi editore, 2016.
- Per un design della sensibilità, in Il futuro del contemporaneo: conversazioni e restauro del design, a cura di Giovanna Cassese, Gangemi editore, 2016.
- Abitare l'intimità, in Sull'Abitare, a cura di Stefano Follesa. FrancoAngeli editore, 2017.
- La didattica del design in Italia a cura di Giuseppe Furlanis. Gangemi editore, 2018.
- Il formarsi della pedagogia del design in Italia, in La didattica del design in Italia, a cura di Giuseppe Furlanis. Gangemi editore 2018,
- I maestri dell'ISIA, prefazione a Mario Lovergine: l'ambiguità dell'essere arte-professione-vita, a cura di Siliano Simoncini, Gangemi editore, Roma 2019.
- Il progetto come esercizio critico. Postfazione in Design politico di Paolo Deganello. Prefazione di Tonino Perna. Edizione Altreconomia, Milano, 2019
- La passione per la velocità. Cura scientifica e coordinamento di Giuseppe Furlanis. Edizioni Contemporanea Progetto, 2020
- Quando la bellezza incontra la tecnica. L'arte della velocità, In La passione per la velocità. Edizioni Contemporanea Progetto, 2020.
- Mario Pinton, maestro dell'esattezza; in Mario Pinton: gioielli, sculture, poesia. Edizione SKIRA 2020.
- La speranza progettuale, in Per una estetica e una didattica del design del terzo millennio, Beyond the border, AAVV a cura di G. Cassese e M. Paterni. Gangemi editore 2021.
- Genius Loci: la formazione artistica come patrimonio dei luoghi, in Oltre il confine, a cura di G. Cassese e M. Paterni, Gangemi editore 2021.
- Alle origini del Corso Superiore di Disegno Industriale (CSDI) di Firenze, In Architettura, arti applicate e industrial design negli anni della ricostruzione postbellica toscana (1944-1966) a cura di Mauro Cozzi e Mirella Branca. Edizioni ETS 2022.
- Gilberto Corretti: poeta della forma. Prefazione a Gilberto Corretti, Autobiografia - pensieri e foto della mia vita. Gangemi edizioni 2022.
- Introduzione a Dall'unità alle diversità, scritti su architettura, design, arte e artigianato di François Burkhardt, progetto grafico Italo Lupi. Edizioni Corraini 2023.
Cataloghi
- Il corpo e la psiche della città, in Ridisegna la città, Catalogo Casaidea - Fiera di Roma 1994.
- La didattica della complessità, in Design: cultura e istruzione; catalogo della mostra degli ISIA al Museo MART di Rovereto a cura di Gabriella Belli e Silvio Cattani. Ed. MART Rovereto 1995.
- Necessaria è la bellezza, catalogo della mostra Marcello Aitiani: Entropie e Armonie, Musei Civici di San Giminiano. Promossa dal Comune di San Giminiano Ed. Agenzia Impress 2006.
- Il design della velocità, in Il mito della velocità: arte, motori e società nell'Italia del '900, catalogo della mostra Il mito della velocità, Palazzo delle Esposizioni, Roma. Giunti editore 2008.
- Introduzione al catalogo del Premio Nazionale delle Arti coordinato dall'Accademia di Belle Arti di Catania, Gangemi editore 2008.
- Per una rinnovata idea della bellezza. Catalogo del Premio Nazionale delle Arti, 2009/2010 a cura dell'Accademia di belle arti di Napoli. Ed. Arte'm, Napoli 2010.
- Per un'epistemologia dell'esperienza estetica. Catalogo Premio Nazionale delle arti, 2011 a cura dell'Accademia di Belle Arti - Brera- di Milano. Ed. Accademia di Brera
- Luoghi di senso, testo introduttivo alla pubblicazione Luoghi-Disegni di Aurelio Porro. Edizioni Pifferi, Como 2012.
- Per Paolo, un maestro. Catalogo della mostra Paolo Minoli: un itinerario tra arte e scienza. Mostra e catalogo curati dall'Assessorato alla Cultura del Comune di Como. Il Gelo edizioni, 2014.
- Per un pensiero critico e riflessivo, in ISIA-DESIGN-CONVIVIO. Sperimentazione didattica: progetti, scenari e società. Catalogo della mostra ISIA-DESIGN-CONVIVIO, evento dell'EXPO di Milano, Biblioteca Umanistica dell'Incoronata, Ed AIAP Milano 2015.
- Dalle gioie degli etruschi. Catalogo della mostra di Linde Burkhardt Dalle gioie degli Etruschi: un dialogo contemporaneo. Volterra 2017 e Siena 2018. Fondazione Cassa di Risparmio di Volterra, 2017.
- Munari: poeta della semplicità, in “Bruno Munari: I colori della luce” a cura di Miroslava Hajek e Marcello Francolini. Mostra e catalogo promossi dalla Fondazione Plart e dal Museo Madre di Napoli, ed. Gangemi 2019.
Articoli in riviste di arte e design
- Design dell'equilibrio e della tolleranza, in Professione architetto 1/1994 editore Alinea.
- Arte e design - parallelismo divergente, in Professione architetto 2/1994 editore Alinea.
- Bruno Munari - La leggerezza dell'invenzione, in Ecologica-mente n°1 Marzo 1999, edizione EDICOM.
- Educare all'equilibrio, intervista a Giuseppe Furlanis a cura di Giuseppe Lotti. in Ecologica-mente n°1 Marzo 1999, edizione EDICOM.
- L'ISIA di Firenze, intervista di Federica Dal Falco a Giuseppe Furlanis, In DiiD "Less is More" 2/2002. Gangemi editore.
- Il Corpo tecnologico, in HiArt n°1 ottobre 2008, Gangemi editore.
- ISIA: una alternativa alla formazione universitaria, in: Il giornale dell'architettura n°63, giugno 2008 Umberto Allemandi editore.
- Estetica e tecnologia, in Quaderni della Fondazione Piaggio: Etica , creatività, formazione, Edizioni del Museo Piaggio, Pontedera 2008.
- Progettare l'utopia, in Quaderni della Fondazione Piaggio: Etica , creatività, formazione, Edizioni del Museo Piaggio, Pontedera 2008
- L'utopia necessaria, In HiArt n°2 giugno 2009. Gangemi editore.
- Necessaria è la bellezza! Intervista di Giuseppe Furlanis a Vittorio Sgarbi. In HiArt n°3, dicembre 2009. Gangemi editore.
- Genius Loci: il patrimonio dei luoghi, in HiArt n°3 dicembre 2009. Gangemi editore.
- Intervista a Giuseppe Furlanis Presidente del CNAM a cura di Raffaella Pulejo, in Academy of fine arts, 2009 n°1. Editrice l'Immagine s.r.l. Milano 2009
- Il luogo delle cose sensibili, in HiArt n°4 2010. Gangemi editore.
- Il Miracolo economico. Uno sguardo sull'Itala degli anni cinquanta, in HiArt n°5 2010. Gangemi editore.
- Identità disVELATE (Biennale di Venezia 2011), in HiArt 6/7 2011. Gangemi editore.
- Intervista a Giuseppe Furlanis a cura di Gaetano Grillo, in Academy of fine arts, n°8, 2011 Editrice l'Immagine s.r.l. Milano 2011
- La formazione artistica come risorsa: per lo sviluppo di una cultura estetica, in Note Musicali, Trimestrale di studi e cultura musicale, 2011. Istituto di Studi Musicali Bellini
- Formazione, Industria e contesti, in DiiD numero speciale n°50/51, Ed. Design-press, Roma 2011.
- Per un'epistemologia dell'esperienza artistica, in META parole&immagini, Edizioni Neos, 2012.

- Il Vorkurs: principi pedagogici, in Zeusi - La trincea delle arti, ed. arte'm, Napoli 2022.